# Salih Yıldız
Salih Yıldız (1 de janeiro de 2001) é um judoca turco. Competiu nos Jogos Olímpicos de Verão de 2024 em Paris.